# Travunioidea
Super-famille
Les Travunioidea sont une super-famille d'opilions laniatores.

## Liste des familles
Selon World Catalogue of Opiliones (18/05/2021) :
- Cladonychiidae Hadži, 1935
- Cryptomastridae Derkarabetian & Hedin, 2018
- Paranonychidae Briggs, 1971
- Travuniidae Absolon & Kratochvíl, 1932
- famille indéterminée
  - Yuria Suzuki, 1964

## Publication originale
- Absolon & Kratochvíl, 1932 : « Zur Kenntnis der höhlenbewohnenden Araneae der illyrischen Karstgebiete. » Mitteilungen über Höhlen- und Karstforschung vol. 1932, p. 73–81.